# 韋斯利 (巴西足球員)
韋斯利·加索瓦·里貝羅·特薛拉（葡萄牙語：Wesley Gassova Ribeiro Teixeira；2005年3月5日—），又稱韋斯利·加索瓦或韋斯利，巴西足球運動員，司職前鋒，現效力於沙烏地聯賽豪門艾納斯。

## 職業生涯

### 哥林多人
生於聖保羅的韋斯於2016年加入哥林多人的U12以下青年隊開始其職業生涯。2022年4月12日，他成功與哥林多人簽下他的第一份職業合同（為期三年）。
2022年4月20日，韋斯利在該年巴西盃賽事客場1-1戰平葡萄牙人體育的比賽中，於下半場替補古斯塔沃·席爾瓦出場，完成其成年隊職業首秀。他的巴甲首秀是在同年6月7日，在客場1-0兵敗庫亞巴的比賽中再次替補古斯塔沃上場。
2023年8月1日，韋斯利在該年的南美球會盃，主場2-1擊敗紐維爾舊生的比賽中攻入一球並取得勝利。翌年4月28日，他又在一場3-0大勝富明尼斯的比賽中攻入一球。

### 艾納斯
2024年8月30日，韋斯利加盟沙烏地聯賽艾納斯，合同為期四年。
2024年11月，韋斯利在亞冠精英聯賽對陣衛冕冠軍艾因的比賽中攻入比賽第四粒進球──這是他在該俱樂部的首粒進球。僅僅11分鐘後，韋斯利透過助攻造就了第五粒進球。

## 個人生活
韋斯利之父弗拉基米爾也曾是足球運動員，曾效力於葡萄牙和比利時的低級聯賽俱樂部中。

## 生涯統計
最後更新：2024年11月5日
| 俱樂部   | 賽季          | 聯賽     | 聯賽 | 聯賽 | 地區賽事 | 地區賽事 | 國家盃 | 國家盃 | 南美、亞陸 | 南美、亞陸 | 總計 | 總計 |
| 俱樂部   | 賽季          | 聯賽級別 | 出場 | 進球 | 出場     | 進球     | 出場   | 進球   | 出場       | 進球       | 出場 | 進球 |
| -------- | ------------- | -------- | ---- | ---- | -------- | -------- | ------ | ------ | ---------- | ---------- | ---- | ---- |
| 哥林多人 | 2022年賽季    | 巴甲     | 2    | 0    | —        | —        | 2      | 0      | 0          | 0          | 4    | 0    |
| 哥林多人 | 2023年賽季    | 巴甲     | 24   | 1    | 1        | 0        | 2      | 0      | 7          | 1          | 34   | 2    |
| 哥林多人 | 2024年賽季    | 巴甲     | 23   | 2    | 11       | 1        | 5      | 1      | 7          | 1          | 46   | 5    |
| 艾納斯   | 2024—25年賽季 | 沙特聯   | 2    | 0    | —        | —        | 2      | 0      | 4          | 1          | 8    | 1    |
| 生涯總計 | 生涯總計      | 生涯總計 | 51   | 3    | 12       | 1        | 11     | 1      | 18         | 3          | 92   | 8    |

1. ↑  包括巴西聖保羅州足球聯賽
2. ↑  包括巴西盃
3. ↑  登場於南美解放者杯和南美球會盃
4. ↑  登場於南美球會盃
5. ↑  登場於亞冠精英聯賽

## 榮譽
艾納斯：
- 沙特超級盃：2024年（英语：2024 Saudi Super Cup）亞軍[8]

巴西U20：
- 南美洲青年足球錦標賽：2025年（英语：2025 South American U-20 Championship）

個人榮譽：
- 森巴金獎（英语：Samba Gold）年度最佳巴西U-20球員：2024年[9]